# Belomancja
Belomancja (od starogreckiego βέλος, belos – „strzała” i μαντεία, manteia, „dywinacja”) – technika wróżenia wykorzystująca strzały, pochodząca z tradycji Bliskiego Wschodu, wykorzystywana między innymi w starożytnych Fenicji i Kanaanie. Wzmianki o tej technice pojawiają się także w 21. rozdziale Księgi Ezekiela i tekstach Mezopotamskich.
Belomancja polega na wystrzeliwaniu, potrząsaniu czy podrzucaniu strzał (lub innych podobnych przedmiotów, takich jak różdżki czy kije), aby odczytać z nich wróżby. Istnieje arabska tradycja przedislamska, według której umieszcza się w kołczanie groty strzał, a następnie wyszczególnić jeden z nich, wybrany przez bogów, drogą potrząsania nim. W kilku miejscowościach Palestyny znaleziono groty strzał z wyrytymi inskrypcjami, które każą sugerować, że były używane do praktykowania belomancji. W Księdze Ezekiela król Babilonu potrząsa strzałami, aby wróżba pomogła mu w decyzjach dotyczących wojny. Prawdopodobnie metod wykorzystujących strzały używano także w celu określania kierunku wędrówki na pustyni. W swojej Księdze bożków wczesny muzułmański historyk Ibn al-Kalbi wspomina, że przed posągiem Hubala w Kaabie znajdowało się siedem strzał wróżbiarskich.